# Deuterium
 Denne artikel bør gennemlæses af en person med fagkendskab for at sikre den faglige korrekthed.

Deuterium er en stabil isotop af brint (hydrogen). Deuterium kaldes også tung brint. Som kemisk betegnelse benyttes ofte bogstavet D.
Deuterium består af én neutron, én proton og én elektron. Dermed har isotopen deuterium (12H) større atommasse end 1¹H (almindelig brint), da deuterium har en neutron mere.

## Kemiske egenskaber
Som isotop reagerer deuterium kemisk på samme måde som brint. Den større masse bevirker dog, at fysiske processer foregår langsommere. Stoffer med deuterium har et lidt højere kogepunkt, end de tilsvarende stoffer med brint. Desuden fordamper tungt vand – som er dannet med deuterium i stedet for den lette brintisotop – også langsommere ved lavere temperaturer. Af denne årsag kan man ved analyse af f.eks. iskerner benytte indholdet af deuterium til at bestemme temperaturen af det vand, isen er dannet af. Også ved udvinding af deuterium benyttes dette, idet der foretages elektrolyse af den naturlige blanding af almindeligt og tungt vand.

## Anvendelse i kernereaktorer
Deuterium indgår i tungt vand. Tungt vand kan bruges som neutron-moderator i kernekraftværker. Tungt vand er imidlertid dyrt at fremstille. Derfor bruger den overvejende del af verdens kernereaktorer almindeligt vand som moderator og kølemiddel. Almindeligt vand absorberer neutroner, hvad tungt vand ikke gør. Af denne grund skal reaktorer med almindeligt vand som moderator, bruge beriget uran i brændselselementerne (omkring 3 % U-235). I naturligt uran findes der kun 0,7 % U-235. Det er billigere at berige uran end det er at udvinde den fornødne mængde tungt vand. 

## Isotoper
Deuterium en af brints tre kendte isotoper:
1. protium (1H) med én nukleon; en proton. Stabil.
2. deuterium (2H) med to nukleoner; en proton og en neutron.
3. tritium (3H) med tre nukleoner; én proton og to neutroner. Radioaktiv.